# Bartolomeo Colomb
Pour les articles homonymes, voir Colomb.
Bartolomeo Colomb, en espagnol : Bartolomé Colón, en génois Bertomê Corombo, né vers 1461 à Gênes et mort en 1514 à Saint-Domingue, frère cadet de Christophe Colomb (1451-1506), est un cartographe et navigateur d'origine génoise au service du Portugal, puis de l'Espagne.
Devenu cartographe à Lisbonne au début des années 1470, il y est rejoint en 1476 par Christophe, qui élabore ensuite son projet d'atteindre les Indes en traversant l'océan Atlantique. Bartolomeu l'aide pendant les années (1485-1492) où il cherche un protecteur, qu'il trouve finalement auprès des Rois catholiques d'Espagne, Isabelle de Castille et Ferdinand d'Aragon. 
Partie le 3 août 1492 de Castille, l'escadre de Christophe Colomb atteint le 12 octobre une île des Caraïbes qu'il baptise San Salvador, et quelques jours plus tard l'île d'Hispaniola, point de départ de l'exploration du nouveau monde, à laquelle Bartolomeo prend une part notable à partir du deuxième voyage de son frère.

## Biographie

### Origines familiales et jeunesse
Bartolomé Colomb est né vers 1453 à Gênes, alors centre de la république de Gênes, puissance économique et commerciale de l'Italie du Moyen Âge. 
Il est le fils de Susanna Fontanarossa, et de son époux, Dominique Colomb, commerçant médiocre originaire du village de Quinto al mare. 
Il reçoit une éducation religieuse, donnée par un prêtre augustinien, dans l'une des moins bonnes écoles de Gênes. 

### Lisbonne
Le Portugal est engagé depuis 1415 (Henri le Navigateur) dans un projet visant à explorer les côtes de l'Afrique et pour trouver un passage vers l'océan Indien et les Indes, c'est-à-dire l'Asie orientale (Inde, Chine, Japon). 
Vers 16 ans, probablement en 1469[pas clair], Bartoloméo part à Lisbonne travailler chez un grand cartographe, maître Andréa. Il est accepté malgré son inexpérience en raison de sa facilité à calligraphier les petits caractères. Bartolomé passe ensuite à Lisbonne une bonne partie de sa vie. 
En 1476, son frère Christophe, qui a navigué quelques années au service de négociants génois, s'installe à son tour au Portugal où il se marie avec la fille d'un navigateur, Bartolomeu Perestrelo, et a un fils, Diego. Tout en naviguant dans l'Atlantique, Christophe élabore son grand projet : atteindre les Indes (l'Asie) en naviguant vers l'ouest, à travers la mer Océane. Mais ses calculs comportent une erreur en sous-estimant la circonférence de la Terre. 
En 1484, Christophe Colomb réussit à soumettre son projet à Jean II de Portugal, mais le groupe d'experts réunis par le roi rejette son projet comme irréalisable.

### Bartolomeo et Christophe de 1485 à 1494
Colomb quitte alors le Portugal pour la Castille (mars 1485). Il est reçu par les Rois catholiques en janvier 1486, mais voit son projet de nouveau rejeté par une commission de l'université de Salamanque (début 1487). Il envisage alors de trouver d'autres protecteurs. 
À ce moment, Bartolomeo prend peut-être part à l'expédition de 1487-1488 de Bartolomeu Dias qui atteint le cap de Bonne-Espérance, découvrant ainsi où se termine l'Afrique vers le sud. 
En 1489, Bartolomeo se rend en Angleterre à la cour du roi Henri VII afin de lui présenter ses cartes sur le projet de Christophe. Mais le roi d’Angleterre refuse toute aide. Bartolomeo se rend alors en France. Il devient cartographe auprès d'Anne de Beaujeu.
Pendant ce temps, au terme de péripéties variées, Christophe obtient finalement l'accord des Rois catholiques, qui, quelques mois après la prise de Grenade (2 janvier 1492), signent les capitulations de Santa Fe (17 avril).
L'expédition de Colomb quitte Palos de la Frontera le 3 août 1492, et après une étape aux Canaries jusqu'au 6 septembre, il découvre le 12 octobre une île qu'il baptise San Salvador, puis une plus grande île qu'il baptise La Espanola (Hispaniole/Saint-Domingue) : c'est le début de la découverte du nouveau monde, même si Colomb croit avoir atteint les Indes, appelant « Indiens » (Indios) les habitants de ces îles.

### Hispaniola
Bartolomeo est informé du voyage de son frère, qui rentre au début de 1493, alors qu'il se trouve en France. Il part pour l'Espagne, mais arrive trop tard pour participer au départ de la nouvelle expédition en septembre 1493 (dix-sept caravelles, 1 500 hommes). 

#### Le gouvernorat de Christophe Colomb (1493-1496)
En janvier 1494, Colomb qui a les titres de « vice-roi des Indes et gouverneur des îles et de terre ferme », fonde la ville de La Isabela (en hommage à la reine Isabelle de Castille) sur la côte nord de l'île.
Bartolomeo part d'Espagne avec un convoi de ravitaillement le 30 avril 1494 et arrive à Hispaniola le 24 juin, alors que Christophe est parti pour une exploration de la côte de Cuba en mars, laissant le gouvernorat à Giacomo Colomb et le commandement militaire à Pedro Margarit. Celui-ci est entré en rébellion contre Giacomo et décide de repartir pour la Castille avec le convoi qui a amené Bartolomeo.
À son retour en septembre 1494 de Cuba et de la Jamaïque, découverte à cette occasion, Christophe Colomb retrouve Bartolomeo avec plaisir, conscient que Giacomo n'a pas été à la hauteur de ses responsabilités.
Par la suite, les Espagnols affrontent les Indiens du cacique Caonabo dans la plaine de la Vega (mars 1495) et la bataille aboutit à un massacre des Indiens, malgré le petit nombre de soldats engagés.

#### Le gouvernorat de Bartolomeo (1496-1498)
En avril 1496, Christophe Colomb repart pour la Castille afin d'avoir une entrevue avec les Rois catholiques. Il laisse donc la direction à Bartolomeo, qui devient « sénéchal des possessions nouvelles ».
Celui-ci fonde une nouvelle ville sur la côte sud (4 août 1496), baptisée Nueva Isabela, sur la rive orientale du fleuve Ozama.
Pendant ce temps, Colomb rencontre la reine Isabelle, qui lui a renouvelé sa confiance (en réalité avec des réserves). La mise sur pied d'une troisième expédition est assez longue : le départ a lieu le 30 mai 1498. Arrivé aux Canaries, il envoie immédiatement trois caravelles vers Hispaniola (avec notamment Pedro de Arana). Lui-même avec trois navires suit une route équatoriale qui l'amène à Trinidad et à la côte du Venezuela.

#### Du retour de Christophe (31 août 1498) à l'arrestation
Le navigateur arrive à Hispaniola le 31 août, deux ans et demi après l'avoir quittée.
La situation est mauvaise : Bartolomeo est en butte à une opposition qu'il n'est pas parvenu à surmonter. Mais Christophe Colomb ne va pas y arriver non plus.
En 1500, les Rois catholiques, informés de la situation, quoique avec un peu de retard, décident d'envoyer un de leurs officiers pour voir sur place ce qui se passe.

### La chute des frères Colomb (1500) et ses suites
En 1500, un émissaire des Rois catholiques, Francisco de Bobadilla, accuse les frères Colomb de mauvaise administration et les fait arrêter, prenant le poste de gouverneur d'Hispaniola. 
Les frères Colomb sont renvoyés en Espagne en décembre 1500. Ils sont assez vite libérés, mais Christophe Colomb perd nombre des avantages concédés en 1492 : notamment, il n'est plus « vice-roi des Indes et gouverneur des îles et de la terre ferme ».
Deux ans plus tard en 1502, Bartolomeo accompagne son frère dans son quatrième voyage, qui se passe mal (séjour forcé d'un an à la Jamaïque), et dont Christophe revient très affaibli. 

### Retour à Hispaniola avec Diego Colomb (1509-1514)
Après la mort de Christophe (1506), son fils Diego est nommé gouverneur d'Hispaniola. 
Bartolomeo l'accompagne au début de son mandat, puis revient en Espagne. Le roi lui confirme la concession de l'Isla Mona, près de Porto Rico (1511). Il rentre à Hispaniola et y meurt le 12 août 1514. 

## Descendance
Il n'a eu qu'une fille, Maria, née hors mariage en 1508. 

## Hommages
Son frère a nommé l'île de Saint-Barthélemy (actuelles Antilles françaises) en son honneur.

## Travaux
Avec le Vénitien Alessandro Zorzi, il est l'auteur de cartes qui décrivent les explorations des Colomb et leurs estimations sur la position des terres découvertes.

## Dans la fiction
Bartolomé Colomb est le narrateur du roman d'Erik Orsenna, L'Entreprise des Indes (2010), dans lequel il évoque sa vie et la préparation du premier voyage de son frère.